# Dear Boy
Dear Boy è una canzone scritta ed interpretata da Paul e Linda McCartney, apparsa sul loro album Ram del 1971 e sulla versione strumentale di quest'ultimo, Thrillington.

## Il brano
È stata considerata come uno dei punti di forza dell'album Ram, è ispirata al primo matrimonio di Linda Eastman, avvenuto il 18 giugno 1962; dal precedente marito, Joseph Melvin See Jr, Linda aveva avuto la figlia Heather Louise. I due divorziarono nel giugno 1965. John Lennon però rese pubblico il suo sospetto che la canzone fosse basata su di lui; nel 2001 McCartney lo negò. Alcune parti del testo parlano anche della relazione fra Paul e Linda e di come quest'ultima aiutò l'ex-beatle quando il gruppo si sciolse.
Dear Boy venne registrata in cinque sessioni ai Sound Recorders Studios di Los Angeles fra marzo ed aprile 1971. Fu la penultima canzone ad essere registrata per Ram: l'ultima, Dear Friend, venne scartata ed in seguito pubblicata sull'album dei Wings Wild Life del 1971. In un concerto, tenuto alla chiesa di San Martino nei Campi di Londra l'8 giugno 1998 in memoria di Linda il brano venne suonato  assieme ad altri composti da Paul e dedicati alla moglie, come Golden Earth Girl, My Love e Calico Skies.
Una cover è stata pubblicata il 13 settembre 2013 da David Clyod.

## Formazione
- Paul McCartney: voce, chitarra elettrica, basso elettrico, pianoforte, percussioni
- Linda McCartney: cori
- David Spinoza: chitarra
- Hugh McCracken: chitarra
- Denny Seiwell: batteria, percussioni
- Paul Beaver: sintetizzatori
- Philip Davis: sintetizzatori
- Jim Guercio: cori[1]